# جيوفاني موريتي
جيوفاني موريتي (Giovanni Moretti) ، (كريما، 3 ديسمبر 1909) ، لاعب كرة قدم إيطالي سابق.
لعب مع إيه سي ميلان ثمانية مواسم سجل خلالها 68 هدفا .